# Concertzender

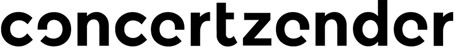
Logo Concertzender ab 2016

Der Concertzender ist ein niederländischer Hörfunksender und ehemaliger öffentlich-rechtlicher Hörfunksender.

## Geschichte
Die Radiostation wurde 1982 in Amsterdam von SALTO Omroep Amsterdam gegründet. Im Jahr 1997 wurde sie von VPRO übernommen. 1998 wurde Concertzender dem Nederlandse Publieke Omroep unterstellt, der den Sender seitdem finanzierte. Am 13. November 2008 wurde bekannt gegeben, dass die NPO die Finanzierung des Concertzender beenden wollte, weil der Sender nicht mehr in die Ordnung der öffentlich-rechtlichen Sender passen würde.
Zum Programm gehören Jazz, Alte Musik, Klassische Musik, Neue Musik und Weltmusik. Durch den engen Kontakt zu Konservatorien und Musikfestivals sind rund 100 Programme entstanden. Diese werden ohne Werbung 24 Stunden am Tag auf NPO Soul & Jazz, via Internet, Digitalradio und Kabelnetz ausgestrahlt. Nachdem der Sender Kink FM am 1. Oktober 2011 seine Türen schließen musste, übernahm der Concertzender die Sendung X-Rated. Diese umfasst Experimentelle Musik, Avantgarde, Industrial, Ambient und weitere Formen der Elektronischen Musik.
Im gleichen Jahr kam es zur Zusammenarbeit mit dem Muziekcentrum Vredenburg und Concertzender zog um nach Utrecht.
Das Karl-Sczuka-Preisträger In the End of the Road von Blagomir Alexiev wurde 2001 beim Concertzender uraufgeführt.
Vorsitzender ist Jan Hoekemal. (Stand Januar 2025)